# Адирондак Тандер
«Адирондак Тандер» (англ. Adirondack Thunder) — профессиональный хоккейный клуб, базирующийся в Гленс-Фолс в штате Нью-Йорк. Создан в 2015 году, с момента основания выступает в Северном дивизионе Хоккейной лиги Восточного побережья (ECHL).

## История
До 2015 года в городе Гленс-Фолс базировался фарм-клуб «Калгари», выступавший в АХЛ под названием «Адирондак Флеймз». Перед сезоном 2015/2016 было принято решение о создании в АХЛ Тихоокеанского дивизиона, для чего пять команд с северо-востока США были перевезены в Калифорнию. В их число вошли и «Флеймз», переехавшие в Стоктон. В обратном направлении была перевезена команда ECHL «Стоктон Тандер». 11 февраля 2015 года было объявлено, что клуб сохранит своё название. С момента основания клуб проводит домашние матчи на стадионе «Кул-Иншуринг-арена».
Первый для себя сезон команда завершила с 38 победами, квалифицировавшись в плей-офф Кубка Келли, где дошла до второго раунда.
В сезоне 2016/2017 «Тандер» выиграли Северный дивизион ECHL впервые в своей истории. Чемпионский титул Восточной конференции команда уступила «Флориде Эверблейдс». В первом раунде плей-офф «Адирондак» со счётом 2-4 проиграл серию «Манчестер Монаркс».
В сезоне 2017/2018 «Адирондак» второй раз подряд стал победителем своего дивизиона. В плей-офф команда дошла до финала Восточной конференции, в котором проиграла серию «Эверблейдс». После окончания чемпионата клуб покинул главный тренер Брэд Таппер. Его заменил Алекс Ло, для которого это станет первым опытом самостоятельной работы.
Сотрудничество «Тандер» с клубом НХЛ «Нью-Джерси Девилз» началось в августе 2017 года, когда организации заключили рабочее соглашение. В мае 2018 года было объявлено о продлении договора с «Нью-Джерси» и командой АХЛ «Бингемтон Девилз» на сезон 2018/19. Также клуб в 2017 году неофициально сотрудничал с командами «Тампа-Бэй Лайтнинг» и «Сиракьюз Кранч».

## Главные тренеры
- Кайл Маклин (2015—2017)[12]
- Брэд Таппер (2017—2018)[12]
- Алекс Ло (2018—н. в.)[12]

## Капитаны команды
- Роб Бордсон (2015)[13]
- Пит Макартур (2016—2017)[13]
- Майк Бергин (2017—2018)[13]
- Джеймс Генри (2018—н. в.)[13]

## Игроки клуба, выступавшие в НХЛ
Три бывших игрока «Тандер» в дальнейшем выступали за команды Национальной хоккейной лиги. Голкипер Скотт Уэджвуд выступал за команду в сезоне 2015/16, а в марте 2016 года дебютировал за «Нью-Джерси Девилз», позднее играл за «Аризону Койотис». Голкипер Кен Эпплби играл за «Адирондак» с 2015 по 2018 года, в НХЛ дебютировал 20 января 2018 года в составе «Девилз». Нападающий Райан Ломберг, игравший за клуб в сезоне 2015/16, впервые вышел на лёд в игре НХЛ в составе «Калгари Флэймз» 25 января 2018 года.